# Montée Neyret
La montée Neyret est une montée d'escaliers du quartier des pentes de la Croix-Rousse dans le 1er arrondissement de Lyon, en France.

## Situation et accès
La montée commence rue du Bon-Pasteur par un petit passage puis des escaliers descendent jusqu'à longer l'église du Bon-Pasteur ; à la fin des escaliers, on continue sur une voie de quelques mètres avant d'aboutir à la rue Neyret.

## Origine du nom
Ce nom vient de Claude Neyret, marchand lyonnais et seigneur de Bellevue, propriétaire du terrain sur lequel la rue a été ouverte,. 

## Histoire
En 1619, Claude Neyret fait ouvrir la rue sur une partie de son tènement pour desservir les maisons qu'il y a fait construire.